# Mossèn

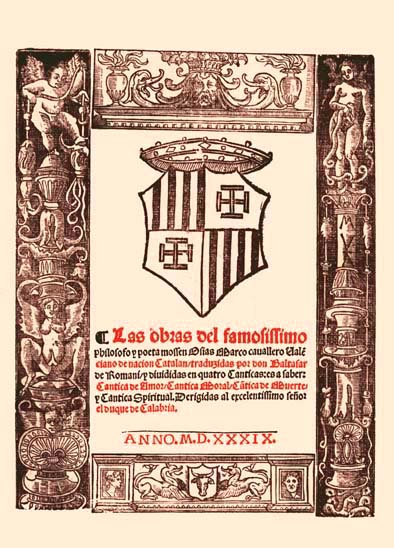
Portada de la traducció de l'obra d'Ausiàs Marc. S'hi observa l'ús del tracte «mossèn» per a referir-se a un cavaller: «Las obras del famosíssimo philosofo y poeta mossen Osias Marco caballero Valenciano de nación Catalán traduzidas por don Baltasar de Romaní» editada el 1539. La portada està il·lustrada amb les armes de Ferran d'Aragó, duc de Calàbria, virrei de València, a qui està dedicada la traducció.

Mossèn o mossén és un tractament d'origen medieval a la Corona d'Aragó. Aquest tractament estava reservat als cavallers (precedit sovint del títol de Magnífic), als Ciutadans Honrats (precedit sovint del títol d'Honorable o de Discret) i posteriorment es permeté el seu ús a la resta de membres de la Mà Major, a excepció dels metges i els advocats, als quals hom donava el tractament de Misser; a partir del segle xvi i de manera esporàdica, també s'observa com els mercaders i d'altres de la Mà Mitjana reberen aquest tractament. Al Regne de València el seu ús fou legal pels Homes de Paratge.
Actualment el seu ús es reserva per als sacerdots i diaques, de l’orde clerical.